# Dermaleipa daseia
Dermaleipa daseia är en fjärilsart som beskrevs av Fawcett 1902. Dermaleipa daseia ingår i släktet Dermaleipa och familjen nattflyn. Inga underarter finns listade i Catalogue of Life.